# Der Hinkelhirt
Der Hinkelhirt ist ein Märchen (AaTh). Es steht in Johann Wilhelm Wolfs Deutsche Hausmärchen an Stelle 37.

## Inhalt
Der verwitwete König von Oranien verliebt sich ins Bild der Königstochter von Siebenstern. Doch ein Wirt sagt ihm, dass hinter dem Wald Riesen, erst einer, zwei, dann immer doppelt so viele mit Eisenstangen angreifen. Er kehrt um. Dafür geht sein Sohn Ferdinand. Auf Rat eines Männchens gräbt er eine Kanne Wein aus, kraft dessen er ein Schwert führen kann, und ein Pfeifchen, schlägt mit dem Schwert die Riesen. In einem Wald steht ein Schloss mit schönen Pferden und verschiedenen Kleidern. Er zieht die Schlechtesten an, wird Hinkelhirt beim König von Siebenstern. Verliert er ein Hinkel, wird er geköpft. Als er beim Hüten im Wald nach seinem Pferd im Schloss schaut, laufen die Hinkel auseinander. Er benutzt das Pfeifchen, da kommen viel mehr. Er ist des Königs „lieber und getreuer Hinkelhirt“. Ein dreiköpfiger Drache frisst jährlich eine Jungfrau, diesmal soll es die Königstochter sein. Der Hinkelhirt kommt einmal als schwarzer, dann als roter, dann als weißer Ritter, haut dem Drachen immer einen Kopf ab und verschwindet. So soll der die Tochter heiraten, der im Lauf mit dem Speer einen Ring nimmt und wieder hinhängt. Wieder schafft es der schwarze, der rote und der weiße Ritter. Er lässt sich auch von den Soldaten nicht aufhalten, nur einer sticht ihm die Lanze ins Bein. So wird er erkannt, wird selbst König von Siebenstern, auch das Waldschloss erlöst. Er baut einen Weg und holt seinen Vater.

## Herkunft
Der Titel Der Hinkelhirt ist bei Wolf mit einem Sternchen (*) versehen, was laut seiner Vorrede anzeigt, dass Wilhelm von Ploennies den Text ausarbeitete. „Hinkel“ sind Hühner. Oranien ist ein bekanntes Königshaus, Siebenstern eine weiße Blume. Einige Märchenhelden bei Wolf heißen Ferdinand, so in Der Vogel Phönix. In Das weiße Hemd, das schwere Schwert und der goldene Ring erlaubt ein Hemd, das Schwert zu führen (in Grimms Anmerkung zu Der gelernte Jäger ein Kelch). Die Riesen hat auch Das goldne Königreich, das Pfeifchen Der Hasenhirt, den Drachen Der Metzgergesell, den unerkannten Turniersieg Das treue Füllchen, Grimms Der Eisenhans. Das Motiv geht auf Ritterromane zurück, die Fernliebe durch ein Bild auf Barockromane. Auch sie kommt in Märchen vor, Musäus’ Der Schatzgräber, Grimms Der treue Johannes, Jahns Vom Königssohn, der noch zu jung zum Heiraten sein sollte, Der Pilger.